# Hypoliet van den Bosch
Hypoliet van den Bosch (Brussel, 30 april 1926 – Brussel, 1 december 2011) was een Belgische voetballer. Hij speelde voor RSC Anderlecht en White Star. In 1954 werd hij topschutter in de Belgische competitie. Hij is de vader van Roland van den Bosch. Zijn familienaam is met kleine v omdat zijn vader van Nederland afkomstig was. Hij speelde bij Anderlecht samen met Pieter Van den Bosch die van Boom kwam en geen familie is.Hij speelde 237 wedstrijden in eerste klasse en scoorde daarin 144 keer.

## Carrière
Hypoliet van den Bosch, of kortweg Polyte of Poly van den Bosch begon op jonge leeftijd te voetballen bij RSC Anderlecht. Van den Bosch was 17 jaar toen hij zijn debuut maakte in het A-elftal van de club. Hij was een aanvaller die op de rechterflank aan de zijde van Jef Mermans speelde. In die periode werd het Belgisch voetbal in de aanvalslinie gedomineerd door twee spelers: Rik Coppens en Jef Mermans. Beide spelers werden meermaals topschutter en Coppens won in 1954 zelfs de eerste Gouden Schoen.
In de schaduw van die twee kleppers kon van den Bosch zich niet in de kijker spelen. Hij werd in die periode nooit geselecteerd voor de Rode Duivels en RSC Anderlecht liet hem in 1948 dan ook zonder veel moeite vertrekken naar White Star. In ruil voor een som geld en de transfer van Hypoliet van den Bosch kreeg Anderlecht Arsène Vaillant. Vele voetbalkenners beschouwden deze overstap naar White Star als een stap terug voor van den Bosch.
Ondertussen ontpopte van den Bosch zich bij White Star tot een makkelijk scorende spits. In 1952 besloot RSC Anderlecht hem terug te halen. In zijn tweede seizoen na zijn terugkeer scoorde hij 28 keer en werd hij topschutter. Het leverde de toen 28-jarige van den Bosch ook zijn eerste selectie voor het Belgisch voetbalelftal op. In 1954 mocht hij zelfs mee naar het wereldkampioenschap in Zwitserland.In totaal verzamelde Hypoliet van den Bosch 8 A-caps.
Eind jaren 50 verliet hij de club maar hij zou al gauw terugkeren als jeugdtrainer. Enkele malen was hij zelfs hulptrainer en in 1973 werd hij even hoofdcoach van Anderlecht, toen hij de ontslagen Georg Kessler verving tot aan het einde van het seizoen. Hij won toen met Anderlecht de Beker van België.
Op het tijdstip van zijn overlijden was hij de laatst nog levende speler van de eerste kampioenenploeg van Anderlecht uit 1947.